# Cepheus transylvanicus
Cepheus transylvanicus är en kvalsterart som beskrevs av Jean Cooreman 1951. Cepheus transylvanicus ingår i släktet Cepheus och familjen Cepheidae. Inga underarter finns listade i Catalogue of Life.